# Bolboleaus frogatti
Bolboleaus frogatti är en skalbaggsart som beskrevs av Blackburn 1904. Bolboleaus frogatti ingår i släktet Bolboleaus och familjen Bolboceratidae. Inga underarter finns listade.